# Leucandra australiensis
Leucandra australiensis är en svampdjursart som först beskrevs av Carter 1886.  Leucandra australiensis ingår i släktet Leucandra och familjen Grantiidae. Inga underarter finns listade i Catalogue of Life.